# Acetolacton
Acetolacton oder α-Acetolacton ist eine organische Verbindung mit der Summenformel C2H2O2. Es ist der kleinste Vertreter der Lactone und kann ebenfalls als das Epoxid des Ketens bezeichnet werden. Die Verbindung wurde 1997 erstmals als kurzlebige Spezies in massenspektrometrischen Versuchen beschrieben.
Obwohl Acetolacton noch nicht in größeren Mengen isoliert werden konnte, ist die ähnliche Verbindung Bis(trifluormethyl)acetolacton ((CF3)2C2O2) bekannt, die durch die beiden Trifluormethylgruppen etwas stabilisiert wird und eine Halbwertszeit von 8 Stunden (bei 25 °C) hat. Sie wird durch Photolyse von Bis(trifluormethyl)malonylperoxid hergestellt.